# Ca’ Granda
Ca' Granda – stacja metra w Mediolanie, na linii M5. Znajduje się na Viale Fulvio Testi, w Mediolanie i zlokalizowana jest pomiędzy stacjami Bicocca i Istria. Została otwarta w 2013. W pobliżu stacji znajduje się Ospedale Niguarda Ca' Granda.